# نايجل أتكينسون
نايجل أتكينسون (26 يوليو 1899 - 24 أكتوبر 1966)  (بالإنجليزية: Nigel Atkinson)‏ هو لاعب كريكت بريطاني (وحمل سابقاً جنسية المملكة المتحدة لبريطانيا العظمى وأيرلندا).